# Investigación sobre el entendimiento humano
Investigación sobre el entendimiento humano (original en inglés: An Enquiry Concerning Human Understanding) es un libro del filósofo empirista escocés David Hume, el cual publicó en 1748. Este libro contiene revisiones de los puntos principales del su otro libro Tratado sobre la naturaleza humana, publicado de manera anónima en Londres entre 1739-1740. Hume estaba desmoralizado por la pobre recepción del Tratado, el cual, según sus palabras, «nació muerto desde la imprenta», y, por lo tanto, intentó nuevamente propalar sus ideas al público y para ello escribió un libro más corto y más polémico.
El resultado de sus esfuerzos fue la Investigación (en inglés: Enquiry). En la Investigación eliminó gran parte del material del Tratado, para clarificar y enfatizar sus aspectos más importantes. Por ejemplo, se han eliminado las opiniones de Hume sobre la identidad personal. Sin embargo, se conservaron otras proposiciones más importantes, tales como la postura de Hume en cuanto al rol del hábito para una teoría del conocimiento.
Este libro ha ejercido una gran influencia, tanto en la época en la que se lo publicó como en la actualidad. Immanuel Kant lo identifica como el libro que lo despertó de su autodenominado «sueño dogmático».